# Conversion-Tracking
Der Begriff Besuchsaktionsauswertung oder englisch Conversion-Tracking bezeichnet den Teil der Website-Analytik, der die Effektivität misst, mit der ein adressierter Personenkreis dazu bewogen wird, gewünschte Aktionen durchzuführen.
Die Anzahl der Konversionen wird bestimmt.

## Ermittlung von Kenngrößen
Die allgemeine Ermittlung einer Rate erfolgt nach der Formel
{\displaystyle {\text{Rate}}={\text{Zielereignis}}/{\text{Basisereignis}}\cdot 100\,\%}
Für die Order Conversion Rate ist das Basisereignis der Besuch der Website und das Zielereignis die Aufgabe einer Bestellung. Weist eine Website innerhalb eines Monats 10.000 Besucher auf und verbucht in diesem Zeitraum 250 Bestellungen, so wurde eine Order Conversion Rate erzielt von {\displaystyle 250/10\,000\cdot 100\,\%=2{,}5\,\%}.
Das webbasierte Conversions-Tracking stößt meist allerdings dann auf seine Grenzen, wenn der User das Internet verlässt und einen Telefonkontakt herstellt. Diesen sogenannten Medienbruch überwindet zwischenzeitlich das sogenannte Telefon-Tracking.

## Methoden des Conversion-Trackings
- Log-Analyse – Diese Methode beruht auf den Aufzeichnungen des Webservers der Website.
- Script Tracking – Das eingesetzte Programm (CMS, Onlineshop) zeichnet relevante Daten auf.
- Tracking Service – In die einzelnen Seiten der Website werden Skripte eines Fremdservices eingebaut, welche relevante Daten aufzeichnen. Über einen passwortgeschützten Webzugang loggt sich der Seitenbetreiber auf der Website des Serviceanbieters ein und ruft seine Daten dort ab.

In allen drei Fällen werden die Aufzeichnungen von einem Programm ausgewertet, welches daraus Statistiken und Berichte generiert.

## Wichtigste Kenngrößen
Im E-Commerce ist Conversion-Tracking von besonderer Bedeutung, da es Aufschluss gibt über den Erfolg von Maßnahmen, Präsentationen, Benutzerführung etc., die direkten Einfluss auf den erzielten Umsatz haben. Die wichtigsten Kenngrößen (bezogen stets auf die Anzahl der genannten Objekte) sind
- Order conversion rate – das Verhältnis von Bestellungen zu Besuchern
- Basket conversion rate – das Verhältnis von Bestellungen zu Warenkörben
- Order abandonment rate – das Verhältnis von Bestellungen zu begonnenen Bestellprozessen
- Visitor conversion rate – das Verhältnis von Besuchern einer expliziten Webseite (Webpage) zu Besuchern der Website
- Registration conversion rate – das Verhältnis von Besuchern einer Website, die sich registrieren, zu Besuchern, welche die Website ohne Registrierung wieder verlassen.
- Das Verhältnis von neu registrierten Kunden zu Neukunden (ohne Registrierung)
- Das Verhältnis von mehrmals bestellenden registrierten Kunden (Stammkunden) zu registrierter Kunden
- Das Verhältnis von Newsletterempfängern zu Lesern, sowie (aufgrund des Newsletters) zu Besuchern (Click-Through-Rate) und zu Käufern (Order conversion rate des Newsletters)